# Trajanòpolis de Frígia
Trajanòpolis (en llatí Traianopolis, en grec antic Τραϊανόπολις) era una ciutat romana situada a Frígia, tot i que Claudi Ptolemeu la ubica erròniament a Mísia, i diu que va ser construïda en territori de la tribu dels Tremenotirites a les fronteres de Frígia. La ciutat cilícia de Selinunt va portar durant un temps el nom de Trajanòpolis.